# Kirk Hinrich
Kirk James Hinrich (Sioux City, 2 gennaio 1981) è un ex cestista statunitense che giocava come playmaker.

## Caratteristiche tecniche
Buon tiratore, capace di ricoprire sia il ruolo di playmaker sia quello di guardia tiratrice, è un difensore duro e tenace, abilità spesso apprezzata dai suoi allenatori; la sua versatilità gli ha permesso di compensare un fisico non particolarmente robusto e, in età avanzata, un atletismo vistosamente calato per via di diversi infortuni.

## Carriera

### Esordi
Iniziò molto presto a giocare a pallacanestro perché suo padre era stato un allenatore di successo della squadra del college di Sioux City. Al college giocò per l'Università del Kansas, aiutando la squadra a raggiungere le Final Four nel torneo NCAA sia nel 2002 che nel 2003. Giocò per l'Università del Kansas per quattro anni prima di entrare nel mondo dell'NBA.

### NBA

#### Chicago Bulls (2003-2010)

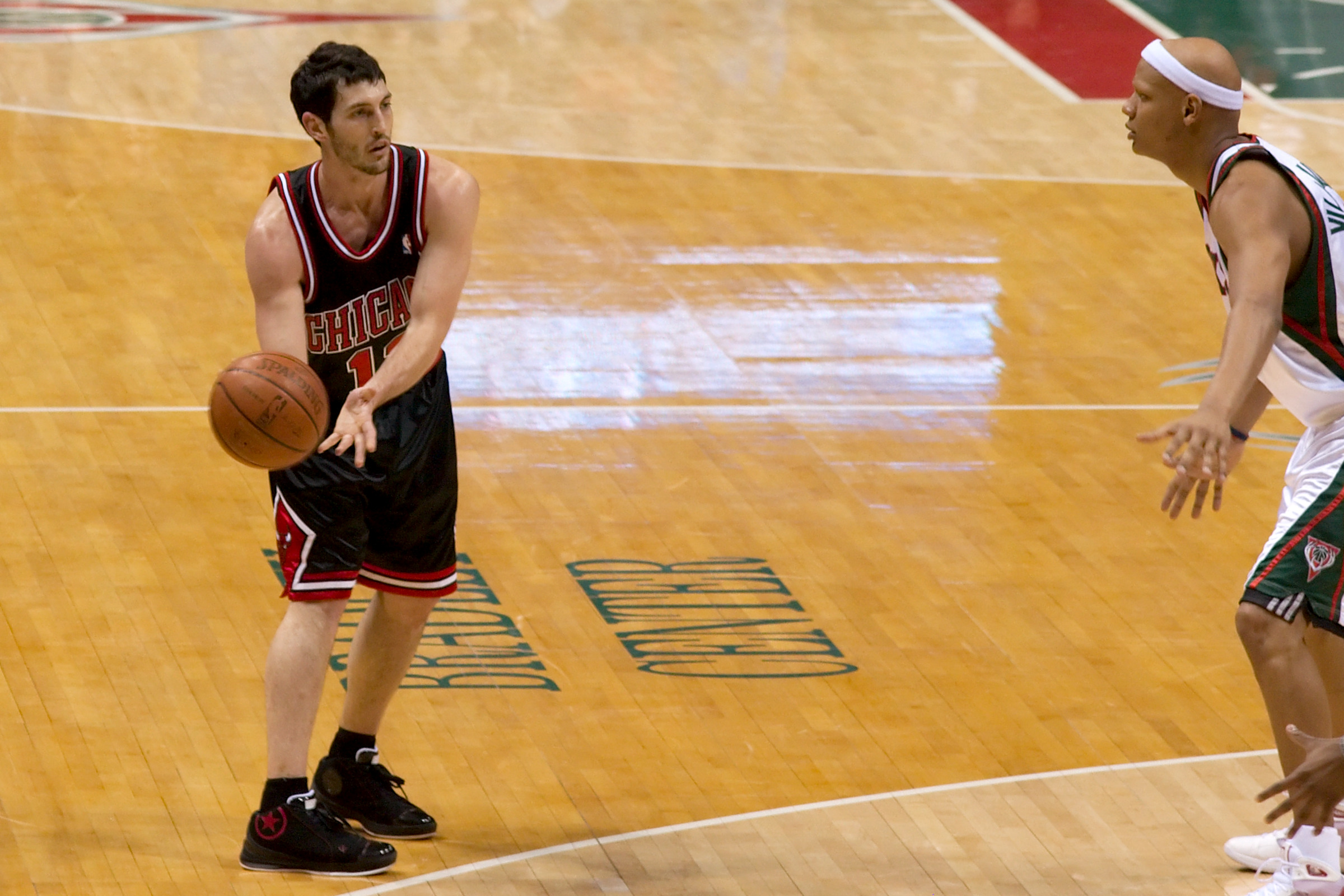
Kirk Hinrich (sinistra) in azione contro i Milwaukee Bucks. A destra invece Charlie Villanueva

Fu scelto da Chicago nel draft NBA 2003 come settima scelta generale, suscitando una leggera sorpresa perché molti si aspettavano che fosse preso successivamente. Taluni dubitarono che il gioco da lui espresso al college si sarebbe tramutato con successo nella lega professionistica, essendo lui un playmaker un po' atipico, molto propenso al tiro da 3 (40,6% di realizzati al college) e di corporatura relativamente esile.
Ad inizio carriera soffrì di un'acuta infezione virale poco prima dell'inizio della sua prima stagione da rookie, e ci vollero mesi per il suo completo recupero. Tuttavia, giocò bene dopo il suo rientro in campo: confermò così la sua posizione di prima guardia tiratrice dei Bulls e fu inoltre nominato nella prima squadra NBA dei rookie dell'anno 2004. Si distinse per essere stato il solo rookie a realizzare una tripla doppia durante la stagione, mettendo a segno 11 punti, 12 rimbalzi e 10 assist nella partita del 28 febbraio 2004 contro i Golden State Warriors.
Nella sua stagione da rookie (2003-04), curiosamente la percentuale di tiri da due realizzati (38,6%) era inferiore di quella dei tiri da tre realizzati (39,0%). Nella stagione 2005-06 la sua media realizzativa da due punti è salita (41%), mentre quella da tre punti è calata (35%). È stato anche un buon realizzatore di tiri liberi, viaggiando ad una percentuale dell'82%.

#### Washington Wizards e Atlanta Hawks (2010-2012)

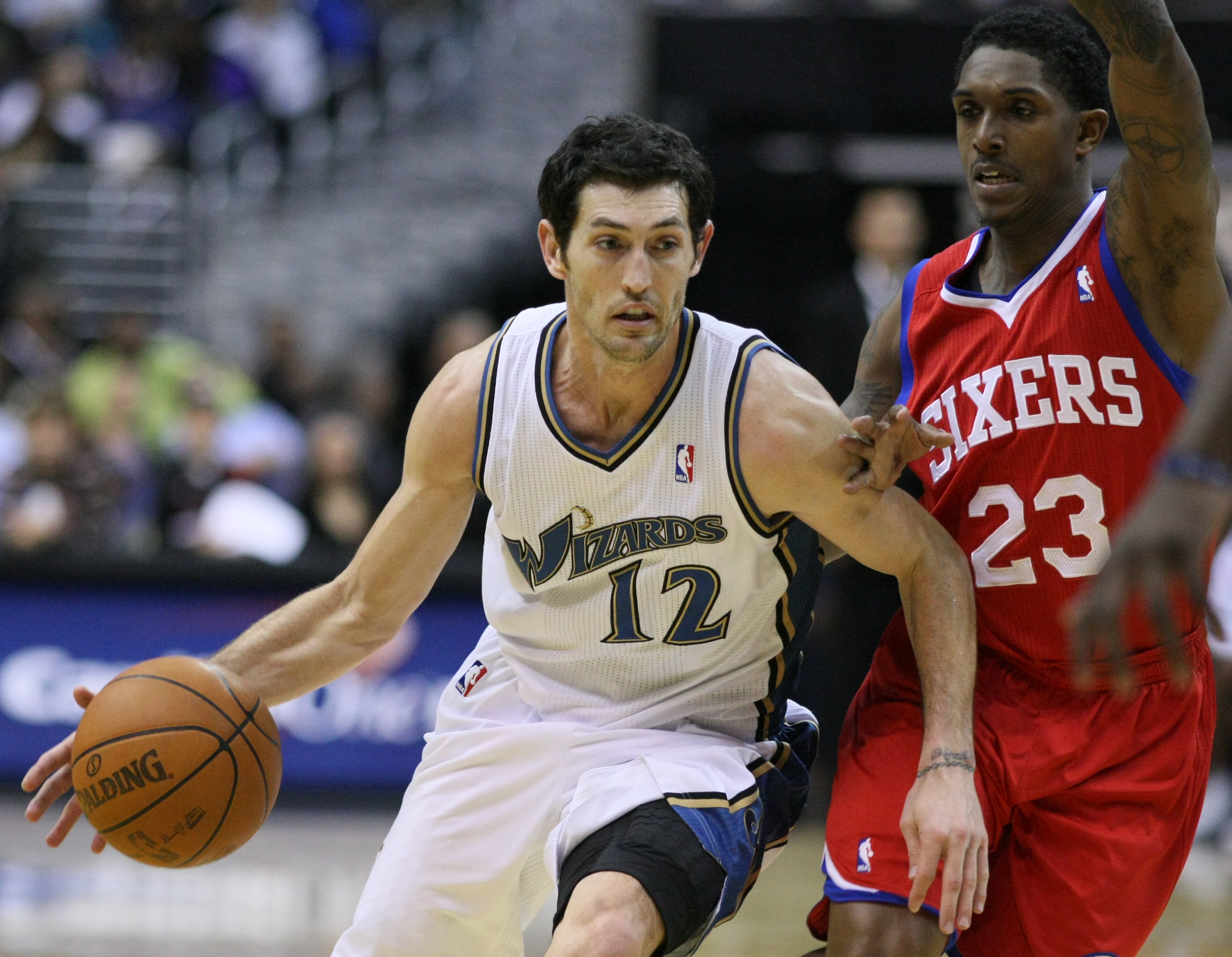
Kirk Hinrich (a sinistra) con la divisa dei Washington Wizards contro Lou Williams (destra)

L'8 luglio 2010 dopo 7 anni di militanza viene ceduto dai Bulls, insieme ai diritti sulla scelta del Draft dello stesso anno Kevin Seraphin, agli Washington Wizards in cambio dei diritti su Uladzimir Verameenka (48ª scelta degli Wizards al Draft dello stesso anno).
Tuttavia nella squadra della capitale non trova tanto spazio dal primo minuto come ha avuto quasi tutti gli anni nella Windy City anche per via della presenza nel suo ruolo della prima scelta assoluta del Draft 2010, ovvero John Wall. Ha disputato in totale 48 gare, di cui 29 da titolare.
Il 23 febbraio 2011 viene ceduto (insieme a Hilton Armstrong) agli Atlanta Hawks in cambio di Maurice Evans, Mike Bibby, Jordan Crawford e una prima scelta al Draft 2011. Con gli Hawks torna a giocare titolare. I falchi arriveranno a giocare i play-off dove Hinrich si infortunerà nella serie contro Orlando al primo turno. La squadra riesce a passare il primo turno pur senza che Hinrich sia in campo. Tuttavia alle semifinali di Conference gli Hawks verranno eliminati dalla sua ex squadra ovvero i Chicago Bulls.
La stagione successiva parte male con un infortunio alla spalla sinistra che lo costringe a stare ai box per le prime 18 gare. A fine anno, seppur abbia raggiunto i play-off con la squadra, mette a referto le statistiche più basse della sua carriera in tutto, anche se va tenuto conto del fatto che di 48 partite solo in 31 è partito titolare.

#### Il ritorno ai Chicago Bulls e agli Atlanta Hawks (2012-2016)
Dopo due anni tra Washington e Atlanta torna a giocare nei Chicago Bulls.
Il 18 febbraio 2016 torna agli Atlanta Hawks a seguito di una trade a tre squadre che vede Justin Holiday passare dagli Atlanta Hawks ai Chicago Bulls e Shelvin Mack dagli Atlanta Hawks agli Utah Jazz. A fine anno Hinrich esce dal contratto con la franchigia della Georgia rimanendo così free agent.

## Statistiche
| * | Primo nella lega |

### NCAA
| Anno      | Squadra         | PG  | PT | MP   | TC%  | 3P%  | TL%  | RP  | AP  | PRP | SP  | PP   |
| --------- | --------------- | --- | -- | ---- | ---- | ---- | ---- | --- | --- | --- | --- | ---- |
| 1999-2000 | Kansas Jayhawks | 34  | -  | 21,4 | 42,9 | 31,3 | 73,5 | 2,4 | 3,6 | 1,0 | 0,5 | 5,5  |
| 2000-2001 | Kansas Jayhawks | 33  | -  | 32,7 | 50,0 | 50,5 | 84,3 | 4,1 | 6,9 | 1,3 | 0,3 | 11,5 |
| 2001-2002 | Kansas Jayhawks | 37  | -  | 30,9 | 54,1 | 47,8 | 80,8 | 4,8 | 5,0 | 1,6 | 0,4 | 14,8 |
| 2002-2003 | Kansas Jayhawks | 37  | 37 | 33,5 | 40,6 | 40,6 | 70,4 | 3,8 | 3,5 | 1,9 | 0,4 | 17,3 |
| Carriera  | Carriera        | 141 | 37 | 29,7 | 49,3 | 43,0 | 77,6 | 3,8 | 4,7 | 1,5 | 0,4 | 12,4 |

### NBA

#### Regular season
| Anno      | Squadra       | PG  | PT  | MP   | TC%  | 3P%  | TL%  | RP  | AP  | PRP | SP  | PP   |
| --------- | ------------- | --- | --- | ---- | ---- | ---- | ---- | --- | --- | --- | --- | ---- |
| 2003-2004 | Chicago Bulls | 76  | 66  | 35,6 | 38,6 | 39,0 | 80,4 | 3,4 | 6,8 | 1,3 | 0,3 | 12,0 |
| 2004-2005 | Chicago Bulls | 77  | 77  | 36,4 | 39,7 | 35,5 | 79,2 | 3,9 | 6,4 | 1,6 | 0,3 | 15,7 |
| 2005-2006 | Chicago Bulls | 81  | 81  | 36,5 | 41,8 | 37,0 | 81,5 | 3,6 | 6,3 | 1,2 | 0,3 | 15,9 |
| 2006-2007 | Chicago Bulls | 80  | 80  | 35,5 | 44,8 | 41,5 | 83,5 | 3,4 | 6,3 | 1,3 | 0,3 | 16,6 |
| 2007-2008 | Chicago Bulls | 75  | 72  | 31,7 | 41,4 | 35,0 | 83,1 | 3,3 | 6,0 | 1,2 | 0,3 | 11,5 |
| 2008-2009 | Chicago Bulls | 51  | 4   | 26,3 | 43,7 | 40,8 | 79,1 | 2,4 | 3,9 | 1,3 | 0,4 | 9,9  |
| 2009-2010 | Chicago Bulls | 74  | 53  | 33,5 | 40,9 | 37,1 | 75,2 | 3,5 | 4,5 | 1,1 | 0,3 | 10,9 |
| 2010-2011 | Wash. Wizards | 48  | 29  | 30,6 | 45,2 | 38,4 | 87,6 | 2,7 | 4,4 | 1,2 | 0,2 | 11,1 |
| 2010-2011 | Atlanta Hawks | 24  | 22  | 28,6 | 43,2 | 42,1 | 66,7 | 2,2 | 3,3 | 0,8 | 0,3 | 8,6  |
| 2011-2012 | Atlanta Hawks | 48  | 31  | 25,8 | 41,4 | 34,6 | 78,1 | 2,1 | 2,8 | 0,8 | 0,2 | 6,6  |
| 2012-2013 | Chicago Bulls | 60  | 60  | 29,4 | 37,7 | 39,0 | 71,4 | 2,6 | 5,2 | 1,1 | 0,4 | 7,7  |
| 2013-2014 | Chicago Bulls | 73  | 61  | 29,0 | 39,3 | 35,1 | 76,0 | 2,6 | 3,9 | 1,1 | 0,4 | 9,1  |
| 2014-2015 | Chicago Bulls | 66  | 22  | 24,4 | 37,3 | 34,5 | 70,0 | 1,8 | 2,2 | 0,7 | 0,2 | 5,7  |
| 2015-2016 | Chicago Bulls | 35  | 7   | 15,9 | 39,8 | 41,1 | 93,8 | 1,7 | 1,7 | 0,4 | 0,0 | 3,8  |
| 2015-2016 | Atlanta Hawks | 11  | 0   | 6,9  | 18,2 | 16,7 | -    | 1,1 | 1,3 | 0,2 | 0,1 | 0,5  |
| Carriera  | Carriera      | 879 | 665 | 30,7 | 41,1 | 37,5 | 80,0 | 2,9 | 4,8 | 1,1 | 0,3 | 10,9 |

#### Play-off
| Anno     | Squadra       | PG | PT | MP   | TC%  | 3P%   | TL%   | RP  | AP  | PRP | SP  | PP   |
| -------- | ------------- | -- | -- | ---- | ---- | ----- | ----- | --- | --- | --- | --- | ---- |
| 2005     | Chicago Bulls | 6  | 6  | 35,5 | 45,0 | 51,5  | 69,0  | 3,7 | 5,8 | 2,0 | 0,7 | 21,2 |
| 2006     | Chicago Bulls | 6  | 6  | 39,0 | 41,5 | 34,6  | 85,7  | 3,3 | 7,7 | 1,3 | 0,3 | 20,5 |
| 2007     | Chicago Bulls | 10 | 10 | 36,2 | 37,6 | 30,2  | 76,9  | 4,2 | 7,5 | 0,9 | 0,3 | 12,1 |
| 2009     | Chicago Bulls | 7  | 0  | 30,0 | 46,8 | 43,3  | 68,0  | 2,7 | 2,9 | 1,7 | 0,4 | 12,6 |
| 2010     | Chicago Bulls | 5  | 5  | 39,2 | 42,3 | 50,0* | 71,4  | 4,4 | 4,0 | 1,4 | 0,0 | 12,4 |
| 2011     | Atlanta Hawks | 6  | 6  | 28,8 | 50,0 | 42,1  | 100,0 | 2,3 | 2,2 | 1,2 | 0,3 | 10,2 |
| 2012     | Atlanta Hawks | 6  | 4  | 23,5 | 43,3 | 37,5  | 100,0 | 2,0 | 1,0 | 0,7 | 0,0 | 5,7  |
| 2013     | Chicago Bulls | 4  | 4  | 40,5 | 43,2 | 36,4  | 64,3  | 2,8 | 5,8 | 2,0 | 0,3 | 11,3 |
| 2014     | Chicago Bulls | 5  | 5  | 33,4 | 41,1 | 36,8  | 50,0  | 3,0 | 4,4 | 0,8 | 0,2 | 11,0 |
| 2015     | Chicago Bulls | 10 | 0  | 12,6 | 47,4 | 60,0  | 66,7  | 0,5 | 1,1 | 0,3 | 0,1 | 2,6  |
| 2016     | Atlanta Hawks | 6  | 0  | 4,5  | 28,6 | 33,3  | -     | 0,7 | 0,5 | 0,0 | 0,0 | 0,8  |
| Carriera | Carriera      | 71 | 46 | 28,6 | 42,8 | 40,7  | 74,4  | 2,6 | 3,9 | 1,0 | 0,2 | 10,5 |

#### Massimi in carriera
- Massimo di punti: 38 vs Indiana Pacers (23 gennaio 2008)[10]
- Massimo di rimbalzi: 13 (2 volte)
- Massimo di assist: 17 vs Minnesota Timberwolves (11 gennaio 2006)
- Massimo di palle rubate: 7 vs Orlando Magic (28 marzo 2006)
- Massimo di stoppate: 4 vs Memphis Grizzlies (4 marzo 2008)
- Massimo di minuti giocati: 60 vs Brooklyn Nets (27 aprile 2013)

## Palmarès

### Individuale
- NCAA AP All-America Third Team: 1

2003
- NBA All-Rookie First Team: 1

2004
- NBA All-Defensive Second Team: 1

2007